# Niklaus Anton Kirchberger

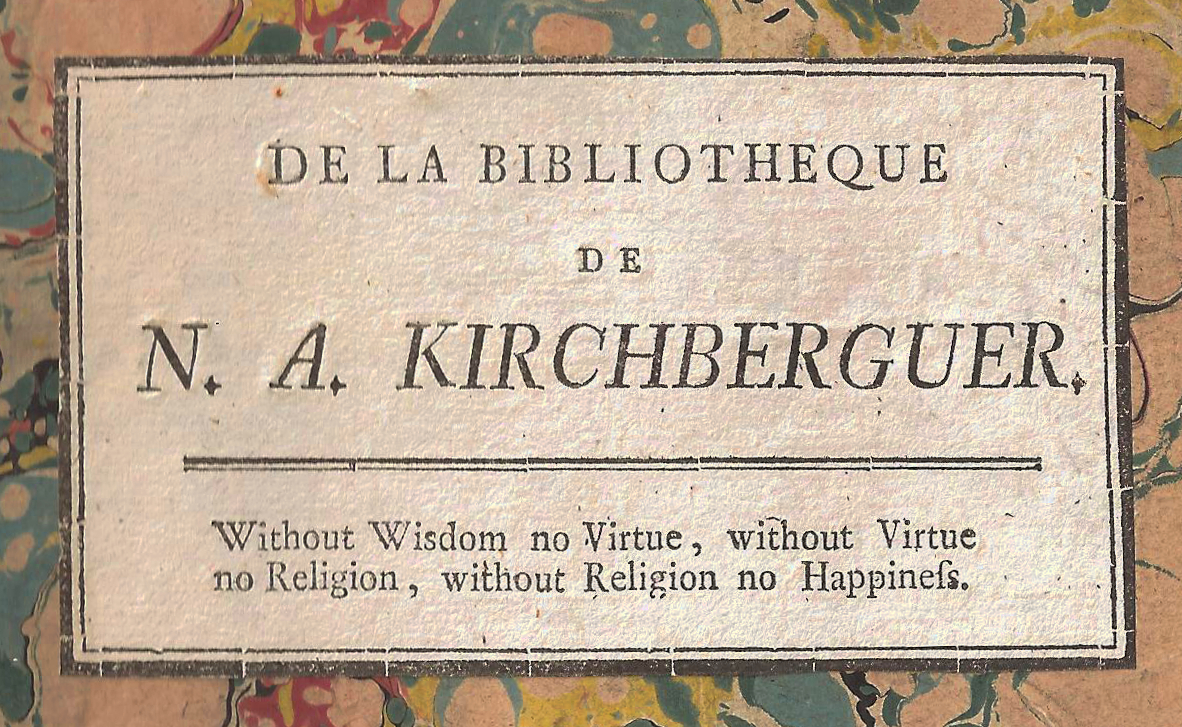
Exlibris Niklaus Anton Kirchberger.

Niklaus Anton Kirchberger (* 1739; † 27. September 1799 in Gottstatt) war ein Schweizer Magistrat und Ökonom aus Bern.
Kirchberger war Offizier in holländischen Diensten und wurde durch seine Heirat mit Johanna von Diesbach 1763 Herr zu Liebistorf. 1775 gelangte er in den Grossen Rat der Stadt Bern und 1785 wurde er Landvogt nach Gottstatt. Er gehörte zu den Mitbegründern der Ökonomischen Gesellschaft in Bern, welche er später präsidierte. Der Aufklärung verpflichtet, war er nie schriftstellerisch tätig, korrespondierte jedoch mit zahlreichen Zeitgenossen in ganz Europa. Mit Jean-Jacques Rousseau verband ihn enge Freundschaft ebenso wie mit Christoph Martin Wieland, Johann Caspar Lavater, Julie Bondeli, Niklaus Emanuel Tscharner, Vincenz Bernhard Tscharner, Jakob Sarasin und Louis Claude de Saint-Martin. Briefe von ihm an Jakob Sarasin haben sich im Staatsarchiv Basel-Stadt erhalten.

## Archive
- Briefe 1785–1798, DQ 67 im Katalog des Staatsarchivs Bern.
- N. A. Kirchberger reicht ein Verzeichnis der ihm gehörenden Zehnt- und Lehenseinkünfte (1798.08.09), FA von Diesbach 346 im Katalog des Staatsarchivs Bern.

## Schriften
- Versuche über den Gyps, in: Abhandlungen und Beobachtungen durch die Ökonomische Gesellschaft zu Bern gesammelt, Jg. 1771, 2. Stück, S. 31–68. doi:10.5169/seals-386692